# Portativ
Portativul constituie cadrul grafic pentru întregul sistem de notație muzicală, servind drept referință pentru toate elementele scrisului (notației) muzicale.
Portativul este un desen (o grafică) alcătuit din 5 linii paralele și echidistante (și implicit 4 spații). Liniile și spațiile portativului se numără de jos în sus:
Pe portativ (sau în funcție de el) se notează înălțimea și durata sunetelor (elemente morfologice ale graiului muzical), repartizate astfel:
- pe ordonată (axa verticală) se notează înălțimile (intonația)
- pe abscisă (axa orizontală) se notează duratele sunetelor (inclusiv ritmul)

Celelalte elemente ale scrisului muzical: textul vorbit, nuanțele, termenii de expresie, indicațiile tehnice de execuție etc. se notează în afara portativului.

## Feluri de portative
În notație portativul se utilizează sub diverse aspecte, cum sunt:

### Portativul simplu
Este alcătuit din cinci linii paralele și echidistante, se întrebuințează îndeosebi pentru o singură voce sau un singur instrument. La nevoie i se adaugă linii suplimentare ce constituie extensia portativului în sens ascendent și descendent.

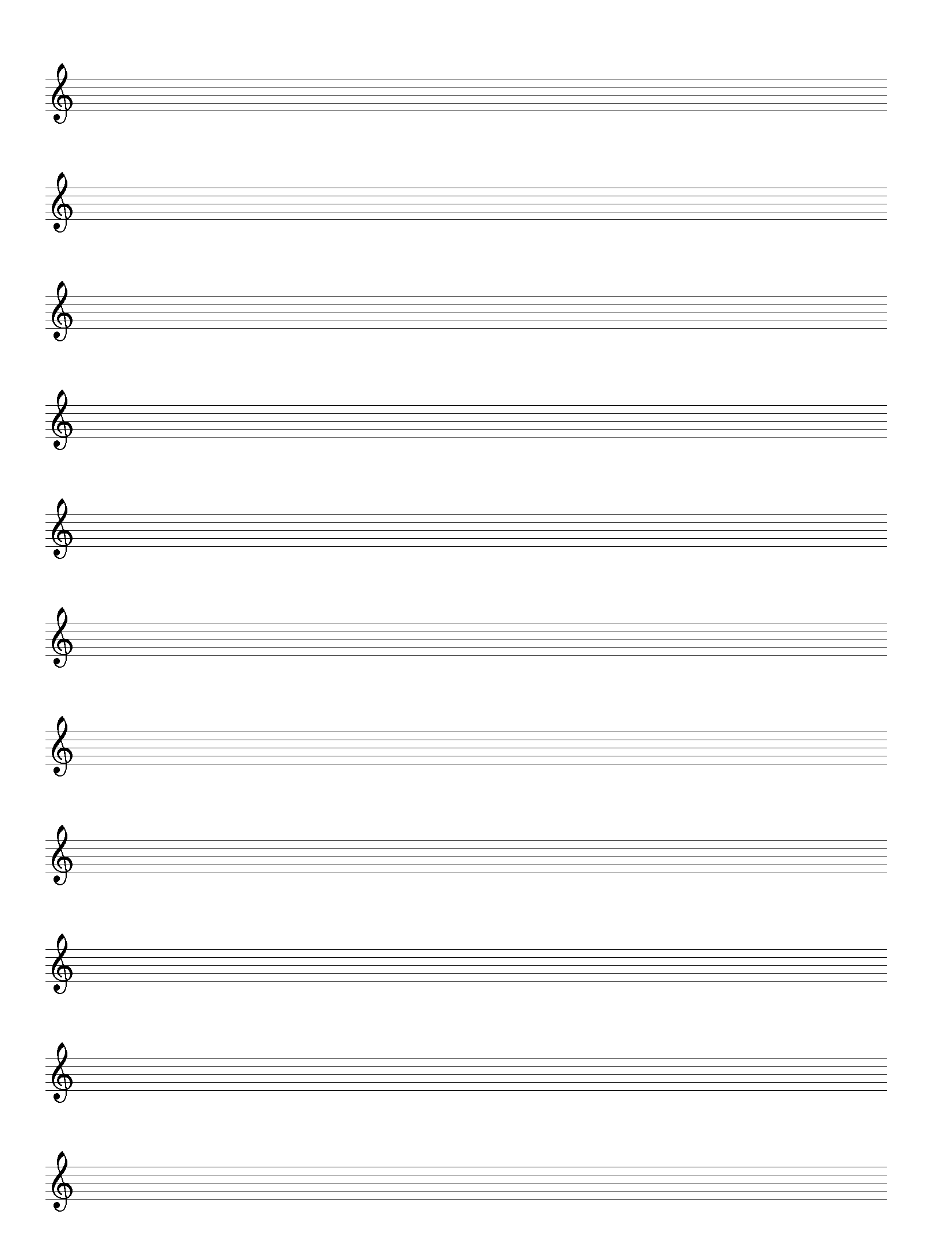

### Portativul dublu
Este alcătuit din două portative simple reunite prin bara inițială și acoladă, servește pentru redarea unui spațiu sonor mai larg, cuprinzând registre diferite de intonație. Este prin excelență portativul harpei și al instrumentelor cu claviatură (pian, orgă, clavecin):

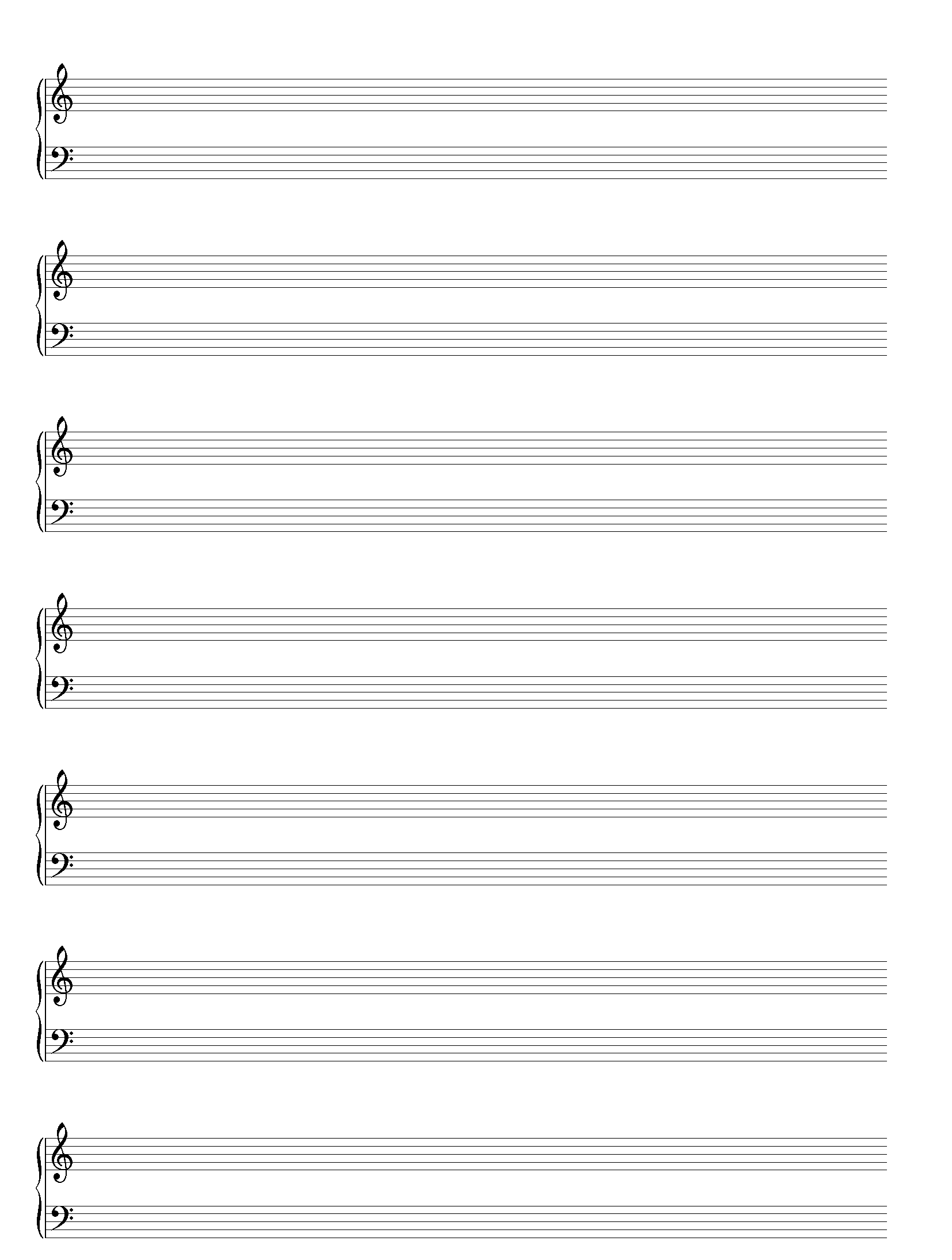

### Portativul complex (partitura)
Se folosește pentru ansambluri vocale și instrumentale; cuprinde un număr mai mare și variabil de portative simple, în funcție de componența ansamblurilor vocale sau instrumentale pentru care se scrie opera de artă. De exemplu:
- partitură pentru voce și pian:

- partitură pentru cvartet de coarde:

- partitură pentru orchestră: